# Radiobutton

Radiobuttons in Java

Ein Radiobutton (auch Optionsfeld, fälschlicherweise auch Mehrfachoptionsfeld oder Optionsschaltfläche) ist ein Steuerelement grafischer Benutzeroberflächen, das der Auswahl genau einer Option aus mehreren dient.

## Funktionsweise
Radiobuttons sind meist unter-, manchmal auch nebeneinander angeordnete kleine Kreise, gefolgt von kurzen Beschreibungstexten. Die Kreise können zwei Zustände annehmen: nicht markiert (leer ) und markiert (mit einem Punkt in der Mitte ). Zeichenorientierte Benutzeroberflächen (TUI) stellen den markierten Zustand in der Regel als (•) und den nicht markierten Zustand als ( ) dar. Von mehreren Radiobuttons einer Gruppe kann immer nur einer markiert werden. Sobald ein Radiobutton markiert wird, wird eine eventuell vorhandene Markierung eines anderen Radiobuttons derselben Gruppe gelöscht. Der Initialzustand kann entweder sein, dass ein bestimmter oder kein einziger Radiobutton vorgewählt ist. Ob es, wenn ein Radiobutton markiert ist, möglich ist, die Gruppe wieder in einen Zustand zu bringen, in dem kein einziger Radiobutton markiert ist, hängt von der Implementierung ab.

## Wortherkunft

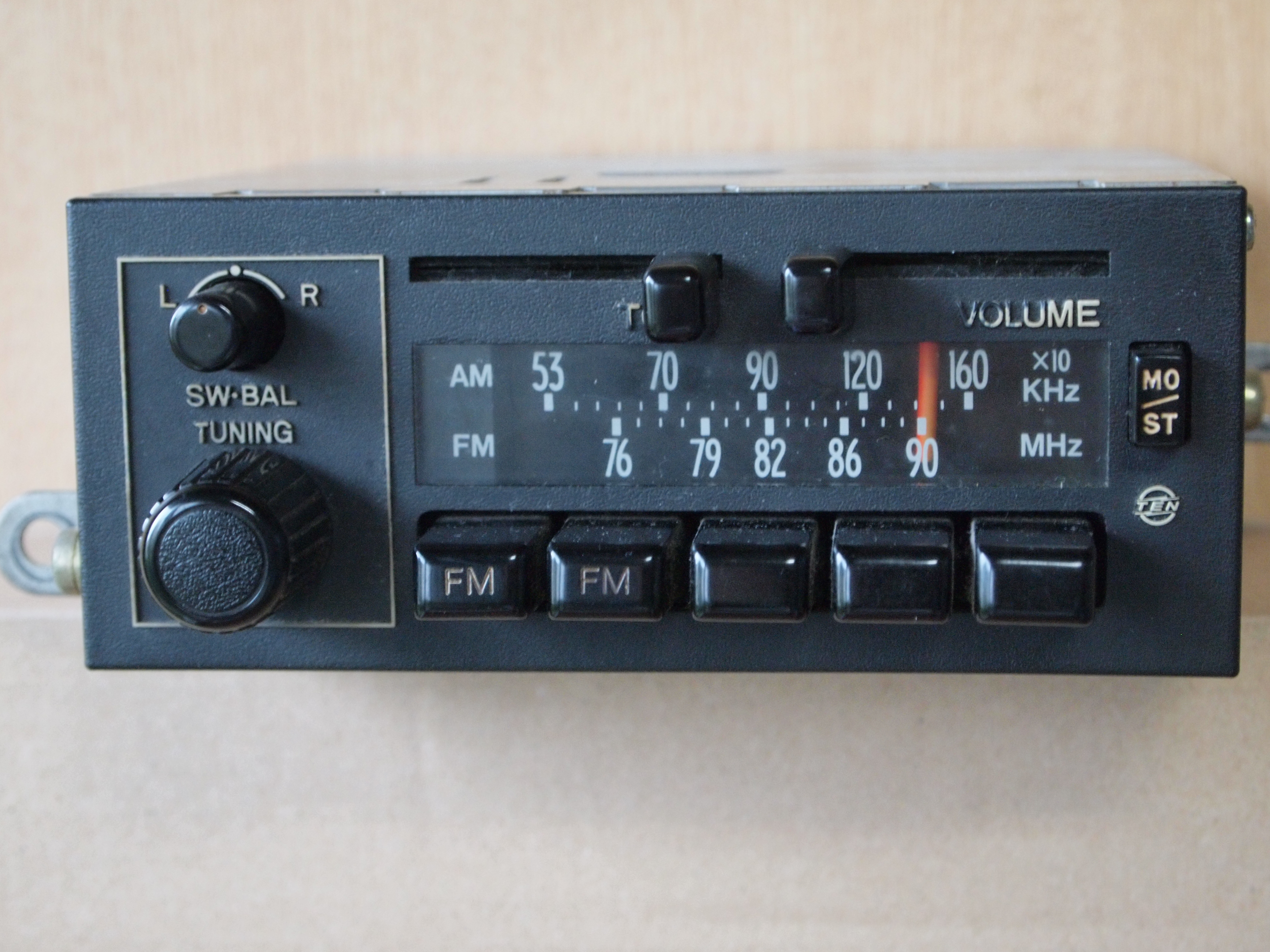
Ein Radio mit mehreren Radiobuttons.

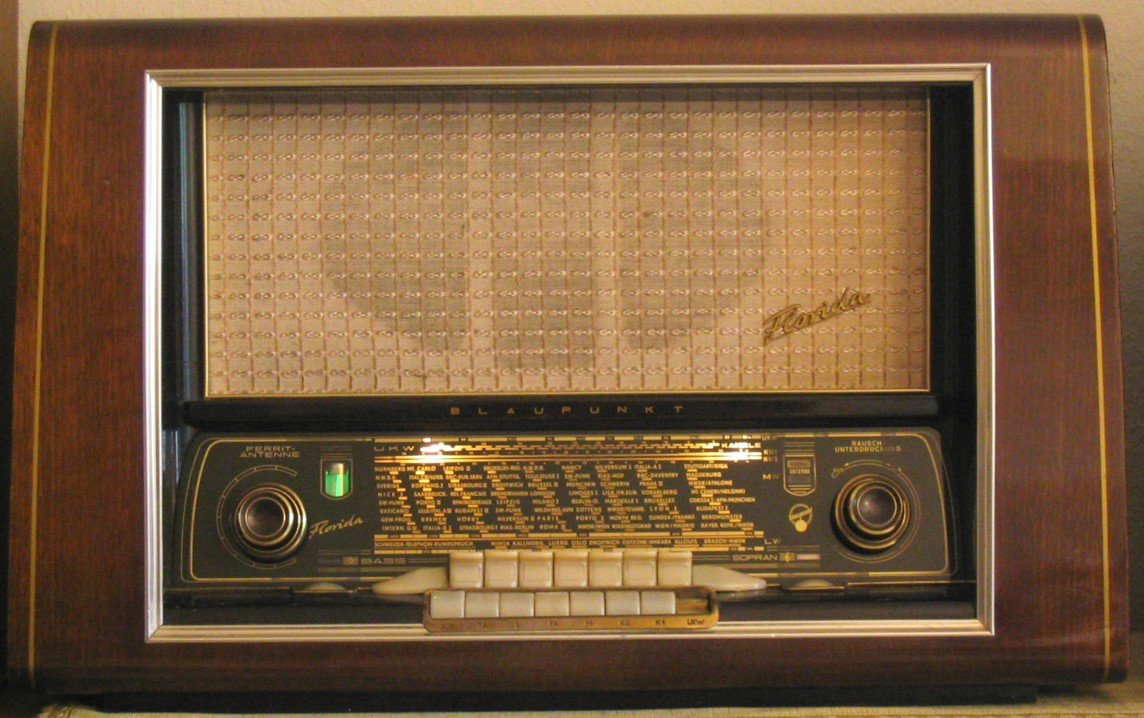
Röhrenradio von 1954. Das Drücken einer Taste löst die zuvor eingerastete Taste und bewirkt damit das Umschalten zu einem anderen Klangfilter oder Wellenbereich.

Der Name Radiobutton kommt daher, weil dieses Verhalten den mechanischen Tasten ähnelt, die es früher häufig bei Radiogeräten gab. Wird eine dieser Tasten gedrückt, rastet sie ein und gleichzeitig wird die bisher gedrückte Taste gelöst.
Am Computer muss der Auswahlvorgang in der Regel durch Mausklick auf eine Schaltfläche zur Bestätigung abgeschlossen werden.

## Abgrenzung
Die ähnlich gestalteten Checkboxen erlauben nicht nur die Auswahl eines Punktes der Liste, sondern beliebig vieler.

## Programmierung
In den meist hierarchisch aufgebauten GUI-Toolkits schließen sich diejenigen Optionsfelder gegenseitig aus, die derselben, meist durch einen beschrifteten Rahmen visualisierten Gruppe zugeordnet wurden (siehe Bildschirmfoto).

### HTML
Optionsfelder können seit HTML 2.0 in Webseiten mit Hilfe des Tags <input type="radio"> genutzt werden. Der aktuelle Wert des Optionsfeldes kann über das boolsche Attribut checked gesetzt und gelesen werden. Seit Version 3.0 können Formularelemente über das boolsche Attribut disabled deaktiviert werden.
Zusammengehörende und sich damit gegenseitig ausschließende Optionsfelder müssen dabei denselben Namen (Attribut name) tragen.
XForms nutzt Optionsfelder zur Darstellung von select1-Elementen, wenn das vollständige Erscheinungsbild (appearance="full") gewählt wurde.

### C#
Das folgende C#-Beispiel verdeutlicht die Nutzung der Klasse System.Windows.Forms.RadioButton aus dem Komponentenframework Windows Forms. Es zeigt die Implementierung eines Fensters mit drei Optionsfeldern und einem Textfeld. Das Klick-Ereignis der einzelnen Optionsfelder ist mit einer gemeinsamen Ereignisbehandlungsroutine verknüpft, die die Beschriftung des markierten Optionsfeldes dem Text des Textfeldes zuweist.
```
using
 
System.Windows.Forms
;

public
 
class
 
MainForm
 
:
 
System
.
Windows
.
Forms
.
Form

{

	
private
 
System
.
Windows
.
Forms
.
RadioButton
[]
 
radioButtons
;

	
private
 
System
.
Windows
.
Forms
.
TextBox
 
outputTextBox
;

	
private
 
System
.
Windows
.
Forms
.
GroupBox
 
groupBox
;

	

	
// Konstruktor des Hauptfensters.

	
public
 
MainForm
()

	
{

		
InitializeRadioButtonsAndTextBox
();

	
}

	

	
// Startet die Anwendung und erzeugt das Hauptfenster durch Aufruf des Konstruktors.

    
public
 
static
 
void
 
Main
()

    
{

        
Application
.
Run
(
new
 
MainForm
());

    
}

	

	
// Initialisiert die Radiobuttons und das Textfeld.

	
private
 
void
 
InitializeRadioButtonsAndTextBox
()

	
{

		
// Erzeugt 3 Radiobuttons und ein Textfeld durch Aufruf der Standardkonstruktoren.

		
int
 
radioButtonsCount
 
=
 
3
;

		
radioButtons
 
=
 
new
 
RadioButton
[
radioButtonsCount
];
 
// Erzeugt ein Array von Radiobuttons.

		

		
SuspendLayout
();

		

		
groupBox
 
=
 
new
 
GroupBox
();

		

		
// Diese for Schleife initialisiert die einzelnen Radiobuttons des Arrays und fügt sie dem GroupBox hinzu.

		
for
 
(
int
 
i
 
=
 
0
;
 
i
 
<
 
radioButtonsCount
;
 
i
++
)

		
{

			
RadioButton
 
newRadioButton
 
=
 
new
 
RadioButton
();

			
newRadioButton
.
Location
 
=
 
new
 
System
.
Drawing
.
Point
(
50
,
 
25
 
*
 
i
 
+
 
50
);

			
newRadioButton
.
Width
 
=
 
200
;

			
newRadioButton
.
Click
 
+=
 
new
 
EventHandler
(
NewRadioButton_Clicked
);
 
// Verknüpft das Klick-Ereignis mit der gemeinsamen Ereignisbehandlungsmethode.

			
groupBox
.
Controls
.
Add
(
newRadioButton
);

			
radioButtons
[
i
]
 
=
 
newRadioButton
;

		
}

		
radioButtons
[
0
].
Text
 
=
 
"Normal"
;

		
radioButtons
[
1
].
Text
 
=
 
"Erweitert"
;

		
radioButtons
[
2
].
Text
 
=
 
"Regulärer Ausdruck"
;

		

		
groupBox
.
Size
 
=
 
new
 
System
.
Drawing
.
Size
(
Width
,
 
150
);

		
groupBox
.
Anchor
 
=
 
AnchorStyles
.
Left
 
|
 
AnchorStyles
.
Right
 
|
 
AnchorStyles
.
Top
;

		
Controls
.
Add
(
groupBox
);

		

		
outputTextBox
 
=
 
new
 
TextBox
();

		
outputTextBox
.
Location
 
=
 
new
 
System
.
Drawing
.
Point
(
50
,
 
25
 
*
 
radioButtonsCount
 
+
 
100
);

		
outputTextBox
.
Size
 
=
 
new
 
System
.
Drawing
.
Size
(
200
,
 
50
);

		
outputTextBox
.
Multiline
 
=
 
true
;
 
// Legt fest, dass das Textfeld mehrere Zeilen haben kann und Zeilenumbrüche ermöglicht.

		
Controls
.
Add
(
outputTextBox
);

		

		
Text
 
=
 
"Suchen und Ersetzen"
;
 
// Setzt die Beschriftung des Hauptfensters.

		

		
ResumeLayout
(
false
);

		
PerformLayout
();

	
}

	

	
// Diese Methode wird aufgerufen, wenn der Benutzer auf einen Radiobutton klickt.

	
private
 
void
 
NewRadioButton_Clicked
(
object
 
sender
,
 
System
.
EventArgs
 
e
)

	
{

		
// Setzt den Text in der Textbox auf die Beschriftung des ausgewählten Radiobuttons.

		
RadioButton
 
radioButton
 
=
 
(
RadioButton
)
 
sender
;
 
// Typumwandlung der Variable sender vom Typ object in den abgeleiteten Typ RadioButton

		
outputTextBox
.
Text
 
=
 
radioButton
.
Text
;

	
}

}

```